# Drew Van Acker
Drew Van Acker (ur. 2 kwietnia 1986 w Filadelfii) – amerykański aktor telewizyjny, najlepiej znany z roli Jasona DiLaurentisa w Słodkich kłamstewkach oraz Remiego Delatoura w Pokojówkach z Beverly Hills.

## Życiorys
Urodził się w Filadelfii i wychowywał ze starszym rodzeństwem. Gdy miał 10 lat przeprowadził się z rodziną do Medford, w New Jersey. Interesował się sportem, m.in. piłką nożną, koszykówką, zapasami i drużyną lacrosse. Chodził do klasy teatralnej w Shawnee High School, gdzie rozpoczął przygodę z aktorstwem. Następnie otrzymał stypendium sportowe Towson University w Maryland. W 2005 podjął decyzję o przeprowadzce do Nowego Jorku. Zajął się tam modelingiem. Rok później przeprowadził się do Los Angeles, aby rozpocząć karierę aktorską.
W 2010 otrzymał jedną z głównych ról w Tower Prep produkcji Cartoon Network. W czerwcu 2011 roku Van Acker wcielił się w postać Jasona DiLaurentisa w drugim sezonie Pretty Little Liars, tym samym zastępując Parker'a Bagleya. Wystąpił również w show Lifetime – w Pokojówkach z Beverly Hills (Devious Maids) jako Remi Delatour. W wywiadach podkreśla, że występuje w filmach i serialach, które naprawdę go interesują.

## Filmografia
- 2009: Castle jako Donny Kendall
- 2009: Greek jako Parker
- 2009: The Lake jako Ryan Welling (główna rola)
- 2010: Tower Prep jako Ian Archer (główna rola)
- 2011–2017: Słodkie kłamstewka (Pretty Little Liars) jako Jason DiLaurentis
- 2012: Latająca Forteca jako Tremaine
- 2012: Pretty Dirty Secrets jako Jason DiLaurentis
- 2013–2015: Pokojówki z Beverly Hills jako Remi Delatour
- 2014: Camouflage jako Tim Lounge
- 2017: Training Day jako detektyw Tommy Campbell